# Erwin Lauschner
Erwin Lauschner (* 21. Mai 1911 in Treptow an der Rega, Provinz Pommern; † 24. Februar 1996 in Emmering) war ein deutscher Sanitätsoffizier, Flugmediziner und Generalarzt der Luftwaffe der Bundeswehr.

## Leben
Lauschner, Sohn eins Nervenfacharztes und Medizinalrates, studierte Medizin an der Universität Greifswald. 1930 wurde er im Corps Borussia Greifswald recipiert. 1937 wurde er an der Julius-Maximilians-Universität Würzburg zum Dr. med. promoviert. Die militärärztliche Laufbahn begann er in Trollenhagen bei Neubrandenburg. Bei Erich Hippke war er Assistent der Sanitätsinspektion der Luftwaffe. 
1957 trat er in die Luftwaffe der Bundeswehr ein und wurde Dezernent für Flugmedizin im Bundesverteidigungsministerium, später Chef des Fliegerärztlichen Beratungsstabes beim SACEUR und Leiter des Flugmedizinischen Instituts der Luftwaffe. 1966 wurde er zum Generalarzt befördert und zum Lehrbeauftragten für Biophysik der Luft- und Raumfahrt der Technischen Universität München ernannt. 1976 wurde er zum Präsidenten der Internationalen Akademie für Luft- und Raumfahrtmedizin gewählt. Nach der Pensionierung ging er in die Pharmaindustrie. Er arbeitete als Werksarzt und praktischer Arzt.
Lauschner war verheiratet und hatte fünf Kinder.

## Auszeichnungen
- Eisernes Kreuz I. Klasse (1942)
- Frontflugspange für Transportflieger in Silber (1942)
- Verwundetenabzeichen in Schwarz (1943)
- Médaille d'honneur du service de santé des armées (1963)
- Verdienstorden der Bundesrepublik Deutschland, Großes Verdienstkreuz (1970)
- Hubertus-Strughold-Preis der Deutsche Gesellschaft für Luft- und Raumfahrtmedizin (1983)